# 托拉佐
托拉佐（義大利語：Torrazzo），是意大利比耶拉省的一个市镇。总面积5平方公里，人口223人，人口密度44.6人/平方公里（2009年）。ISTAT代码为096069。